# Campylorhynchus gularis
El cucarachero manchado (Campylorhynchus gularis), también denominado matraca manchada o matraca serrana, es una especie de ave paseriforme de la familia Troglodytidae endémica de México. 

## Distribución y hábitat
Se extiende por los bosques de montaña y zonas de matorral montano de México, principalmente por la Sierra Madre Occidental, aunque también se localiza en el sur de la Sierra Madre Oriental.